# 祝啟庸
祝啓庸（16世紀—17世紀），字穉登，號青石，廬州府六安州人，明朝政治人物。

## 生平
祝啟庸是天啟七年（1627年）丁卯科應天鄉試舉人，崇禎七年（1634年）登進士，授直隸真定府推官，任內執法公允，不畏強權，考查時有「五聽簡孚，三章平恕」的評語。崇禎九年（1636年），分校浙江鄉試，取錄王庭、謝宣等人才。七年不調，崇祯十四年因被弹劾而辭官歸鄉，在南山建造居室，以山泉石頭自娛。

## 引用
1. 1 2  同治《六安州志·卷二十六·人物志》：祝啟庸，字穉登，少磊落自好，與兄啟顯相切劘，成崇楨甲戌進士。授真定司李，執法明允，不畏權勢；滿考有「五聽簡孚，三章平恕」之舉。丙子聘校浙闈，拔王庭、謝于宣等稱得人。任七年不調，遂掛官歸，築室南山中，以泉石自娛。
2. ↑  同治《六安州志·卷二十一·選舉志》：祝啟庸 天啟七年丁卯科（舉人），（崇禎）甲戌進士
3. ↑  《崇祯七年甲戌进士三代履历》：祝启庸，曾祖景仁；祖柏，長沙府知事饮宾，父圣寿。青石字穉登，书四房，戊戌年十一月二十六日生，庐州府六安州人，丁卯乡试，会一百六十八名，三甲二十五名，吏部观政，六月授北直真定府推官，辛巳被论。